# Gleichnis vom Feigenbaum
Das von Jesus von Nazaret erzählte Gleichnis Vom Feigenbaum oder auch Vom Feigenbaum als Sommerbote oder Der knospende Feigenbaum hat die Nähe des Gottesreiches zum Thema. Es wird in den Evangelien im Neuen Testament der Bibel durch das Evangelium nach Lukas (Lk 21,29–32 ), das Evangelium nach Markus (Mk 13,28–29 ) sowie durch das Evangelium nach Matthäus (Mt 24,32–33 ) überliefert.

## Inhalt
Das Gleichnis ist eingebettet in eine Reihe von Erzählungen über die Vorzeichen bezüglich des Kommens des Menschensohnes und des Endes der Welt. Jesus beschreibt daraufhin seinen Jüngern das Bild eines Feigenbaums, dessen Zweige Blätter treiben, sobald der Sommer nahe sei. So sei es auch bei den vorher beschriebenen Vorzeichen: Wenn sie diese sähen, so wüssten sie, dass das Reich Gottes nahe ist.

## Deutung
Für Karl Layer ist der Feigenbaum (Echte Feige, Ficus carica) ein Bild oder Metapher für das Volk Israels, da sich an das Gleichnis bei allen Evangelisten der Zusatz anschließe, „dass dieses Geschlecht nicht vergehen werde“, womit nur das Geschlecht der Juden, also Israel, gemeint sein könne.